# 25653 Baskaran
25653 Baskaran este un asteroid din centura principală de asteroizi.

## Descriere
25653 Baskaran este un asteroid din centura principală de asteroizi. A fost descoperit pe 5 ianuarie 2000 la Socorro, New Mexico, în cadrul proiectului LINEAR. Asteroidul prezintă o orbită caracterizată de o semiaxă mare de 2,84 ua, o excentricitate de 0,04 și o înclinație de 2,8° în raport cu ecliptica.